# Kosa
Kôsa je ročno orodje za košnjo raznovrstne krme in žit. Kosa je nastala v antiki in je bila dolgo časa najpomembnejši pripomoček za košnjo. V teku tisočletij je dobila najrazličnejše oblike, samo v Sloveniji je bilo znanih več kot 300 raznih oblik kos.

## Kosa za košnjo trave
Kosa za košnjo trave se je oblikovala v skladu s potrebami. Kosec potrebuje drugačno koso na ravnem travniku kakor na strmem pobočju in drugačno za deteljo kot za visoko travo z močnimi bilkami. Dolžina kose je med 40 in 120 cm in je v določenem sorazmerju s kotom, ki ga tvorita kosa in kosišče (rotišče). Čim daljša je kosa tem bolj mora biti ta kot zaprt.

## Kosa za košnjo žit
Kosa za košnjo žit mora biti krajša, s širšim in močnejšim rezilom kot za košnjo krme, saj so žitna stebla debelejša in trša kot pri travah. Tudi zamahi kosca pri košnji žit so močnejši, saj je način košnje drugačen kot pri travah, žita se izpodrezuje, kosec pa stoji blizu levega roba redi.
Kosišče pri »žitni kosi« je opremljeno s prestreznim okvirjem, ki preprečuje, da pokošeno žito ne pade čez kosišče. Prestrezni okvir je sestavljen iz močne letve, ki je navpično pritrjena na koncu kosišča pri kosi, v letev pa je vdelanih nekaj močnih lesenih ali kovinskih zob, včasih pa so pritrdili tudi žične ali žimnate mreže. Naprava ima od letve v smeri kosišča izpeljana še dva loka iz palic, ki sta vdelana v kosišče, vse skupaj tako sestavlja nekakšno ograjo. Zobata ali mrežasta ograja nad koso prestreza pokošeno žito, ki se zato naslanja na stranski oporni lok in se obenem s koso stoje pomika do konca redi, kjer ga kosec položi na tla. Od spretnosti kosca in od prestreznega okvirja je odvisno ali nastanejo pri košnji lepi snopi, ali pa pada žito na vse strani. Preprostejšo različico prestreznega okvirja je včasih predstavljala navadna, močnejša veja, očiščena listja.

### Način košnje
Z »žitno koso« se je kosilo na dva načina.
Če je kosec žito «prikašal«, je začel kositi na desni strani njive in kosil tako, da se je pokošeno žito naslanjalo na stoječega (podobno kot pri žetvi s srpom). Tega načina košnje se je lahko naučiti, uporabljal se je na zelo majhnih njivah, kjer je kosil en sam kosec, ali pa na zelo dolgih, kjer so se posamezni kosci lahko postavili v zadostni medsebojni oddaljenosti, saj je moralo biti pred novim koscem vso prej pokošeno žito odstranjeno. Zato so za vsakim koscem šli vezači, žito pobirali in ga vezali.
Drugi način košnje je «odkašanje« žita. Pri tem načinu potrebuje kosec precej več moči in spretnosti. Kositi se prične na levi strani njive in med košnjo kosec že odstranjuje pokošeno žito od stoječega. Pri tem načinu je izjemno pomembna pravilna uporaba prestreznega okvirja in dobra kondicija kosca.